# Rådhuset (stanice metra ve Stockholmu)
Rådhuset (zkratka RÅH) je stanice stockholmského metra. Otevřená byla 31. srpna 1975 jako většina stanic modré linky. Leží 27 metrů pod ulicí Scheelegatan na ostrově Kungsholmen. Umístěna je mezi stanicemi T-Centralen a Fridhemsplan. Vzdálenost od společného terminálu obou tras modré linky ve stockholmském Kungsträdgården činí 1,9 km. 
Provozovatelem je dopravní podnik Storstockholms Lokaltrafik. Stavba stanice s dvěma povrchovými vstupy a jedním vestibulem respektovala principy organické architektury. Zbudována byla ve skále jako přirozený, účelný a funkční prostor za využití organických tvarů podloží. Architektonický návrh zpracoval Michael Granit. Autorem umělecké výzdoby, s prvky historie Kungsholmenu, se stal Sigvard Olsson, jenž vnitřní prostor vytvořil ve stylu růžové jeskynní grotty.
Stanice je součástí dvou tras modré linky T10 a T11, které se větví za stanicí Västra skogen. Do roku 1985 vlakové soupravy přímo spojovaly stanice Hallonbergen na T11 a Rinkeby na T10, než bylo spojení v blízkosti depa pro veřejnou dopravu ukončeno.  
Název Rådhuset je odvozen od soudní budovy na povrchu, v níž sídlí jeden ze stockholmských soudů. V sousedství se nachází také policejní ředitelství a stockholmská radnice.

## Galerie

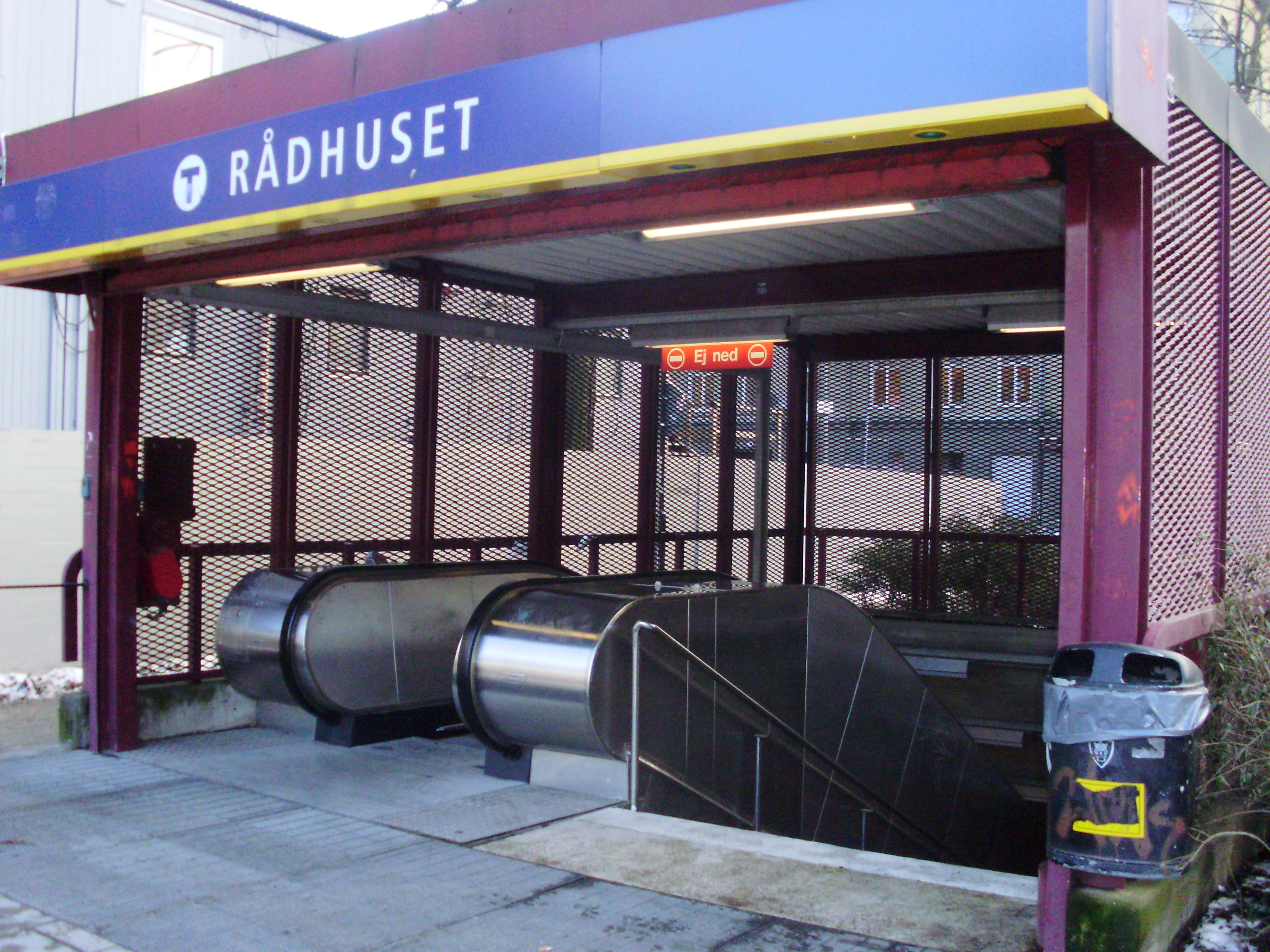
Vstup do stanice
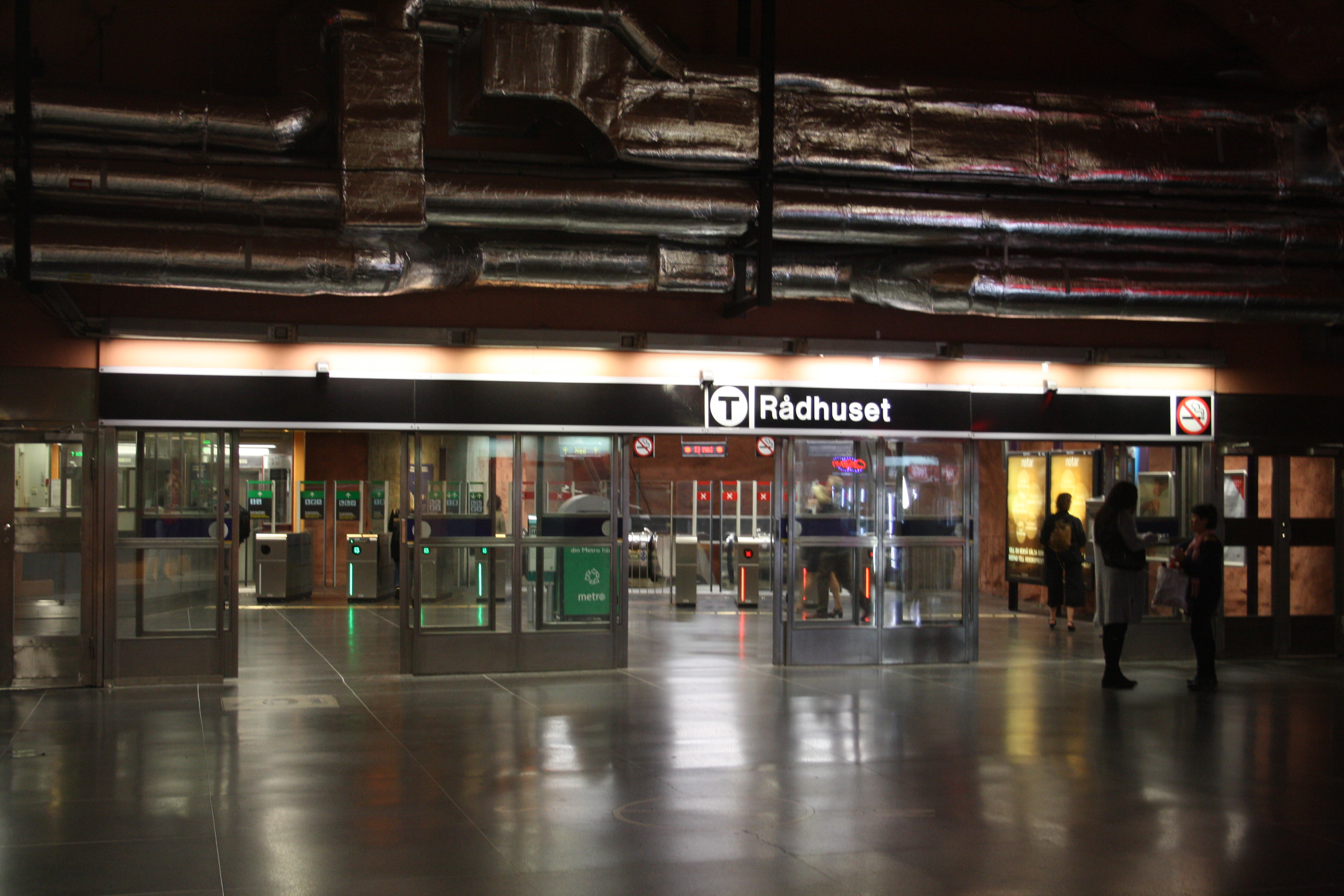
Vstupní vestibul
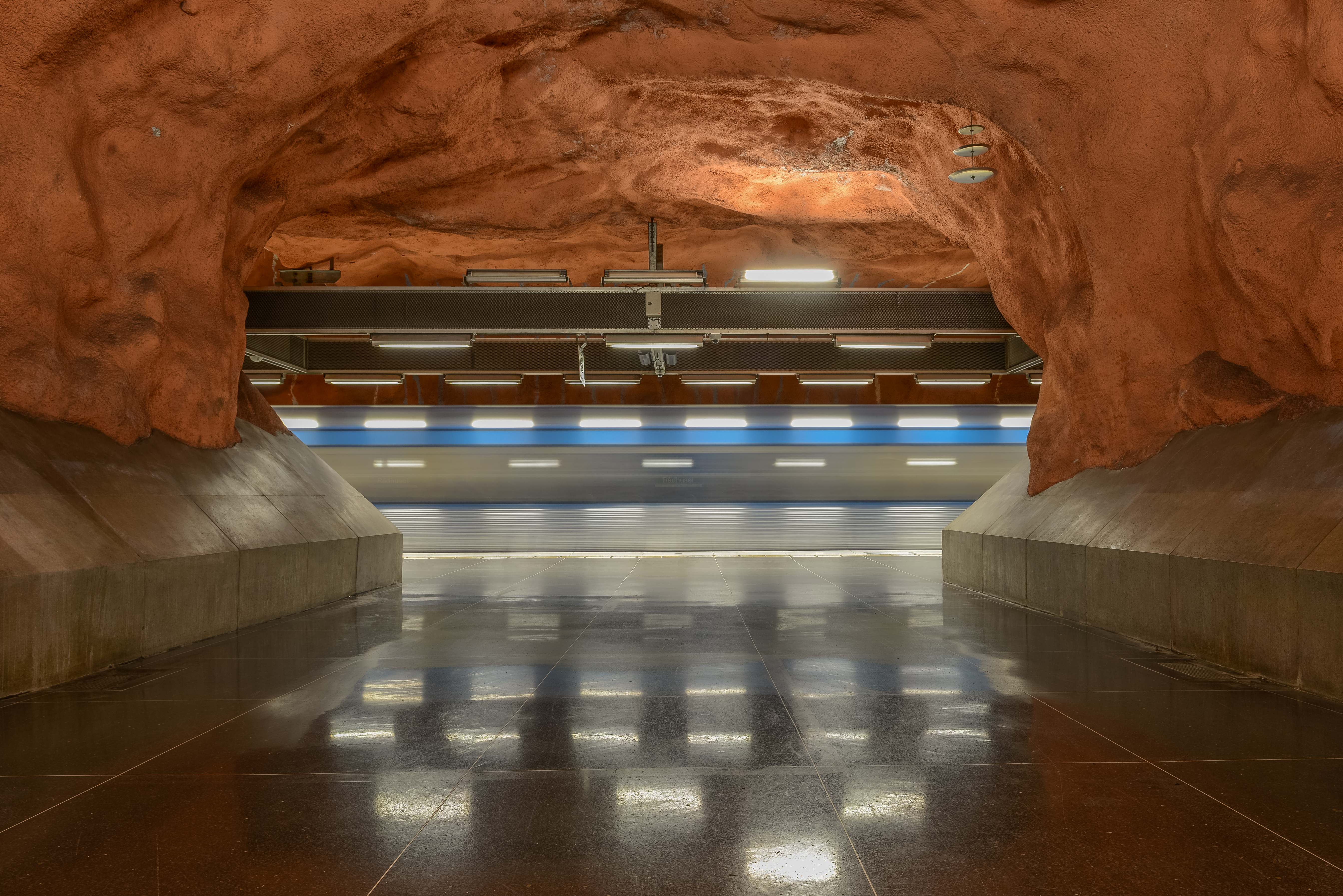
Souprava ve stanici
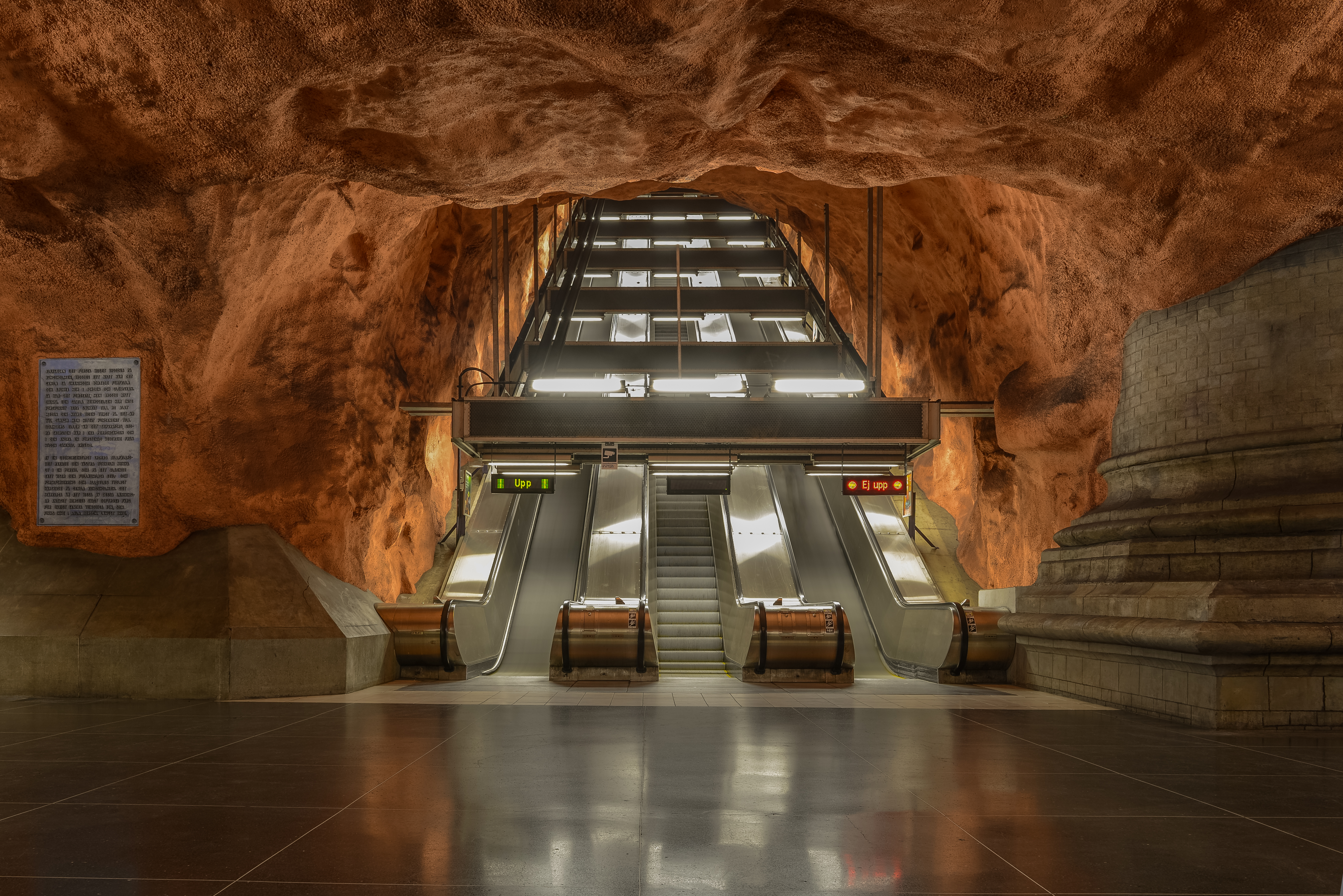
Jezdící schody ve skalním masivu